# Oravais
Oravais (Fins: Oravainen) is een voormalige gemeente in de Finse provincie West-Finland en in de Finse regio Österbotten. De gemeente had een totale oppervlakte van 202 km² en telde 2217 inwoners in 2003. Sinds 2013 behoort Oravais tot de gemeente Vörå.
Oravais was een tweetalige gemeente met Zweeds als meerderheidstaal (± 85%) en Fins als minderheidstaal.

Wapen

Isokyrö · Jakobstad · Kaskinen · Korsholm · Korsnäs · Kristinestad · Kronoby · Laihia · Larsmo · Malax · Närpes · Nykarleby · Pedersöre · Vaasa · Vörå
Voormalige gemeenten:
Bergö · Björköby · Esse · Jeppo · Kvevlax · Lappfjärd · Maxmo · Munsala · Nederfetil · Nykarleby landskommun · Oravais · Övermark · Petalax · Pörtom · Purmo · Replot · Sideby · Terjärv · Tjöck · Vähäkyro · Vörå · Vörå-Maxmo